# Shawn Christensen
Pour les articles homonymes, voir Christensen.
Shawn Christensen est un réalisateur, scénariste, acteur et musicien américain.

## Filmographie partielle

### Comme réalisateur
- 2006 : Walter King
- 2011 : Brink
- 2012 : Curfew
- 2014 : Before I Disappear
- 2017 : Sidney Hall

### Comme acteur
- 2006 : Walter King : Teddy
- 2006 : Overthrow the Totems : Aaron
- 2006 : Missing Girl : Chad
- 2007 : Black on Black
- 2012 : Curfew : Richie
- 2013 : The Bicycle : Owner
- 2013 : Grandma's Not a Toaster : Arnie
- 2014 : Before I Disappear : Richie
- 2015 : Condemned : Officer Marin
- 2016 : Cul-de-Sac : Father

### Comme scénariste
- 2011 : Identité secrète